# FS ETR.300

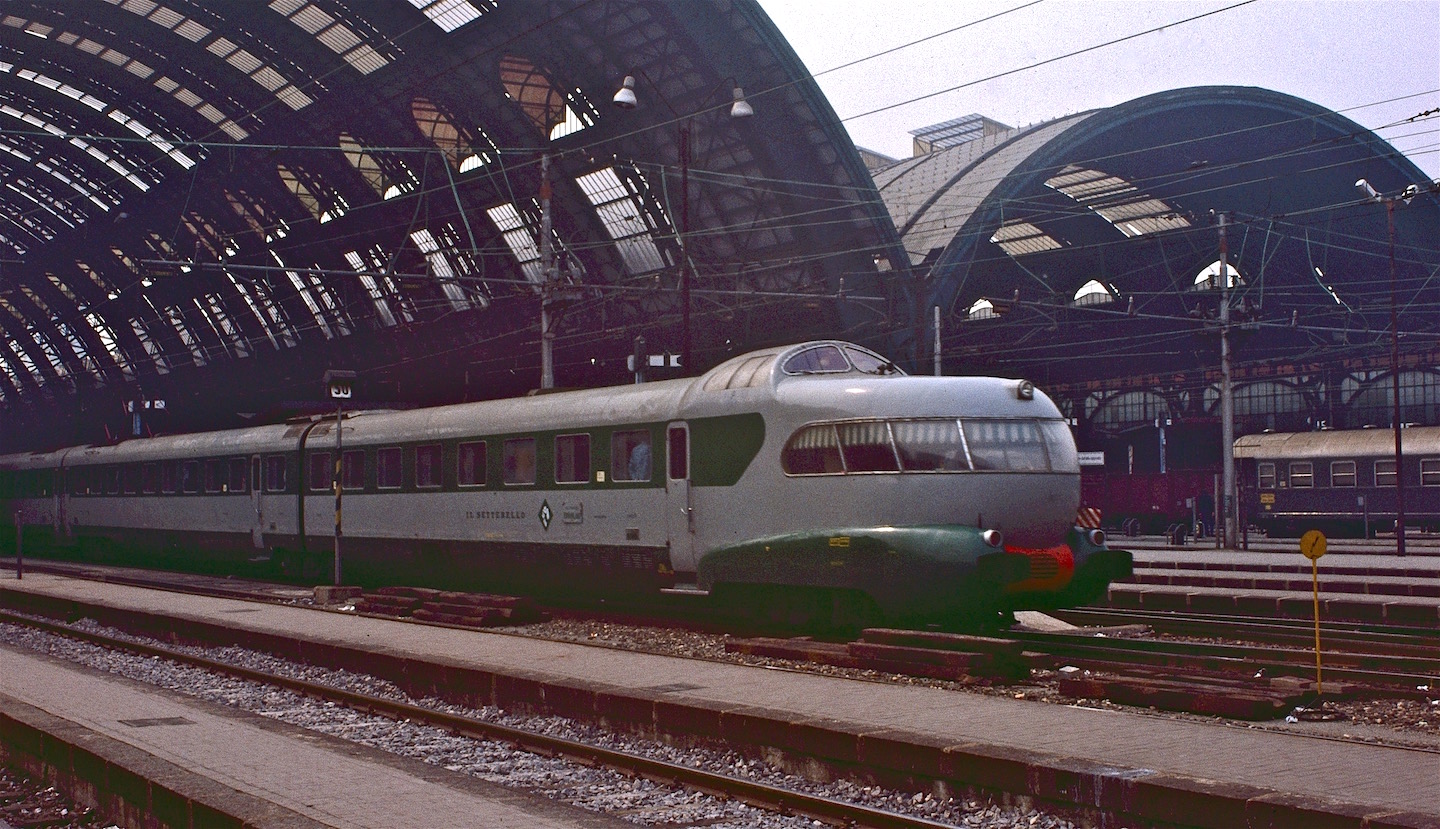
Der TEE Settebello im Bahnhof Milano Centrale, 1983

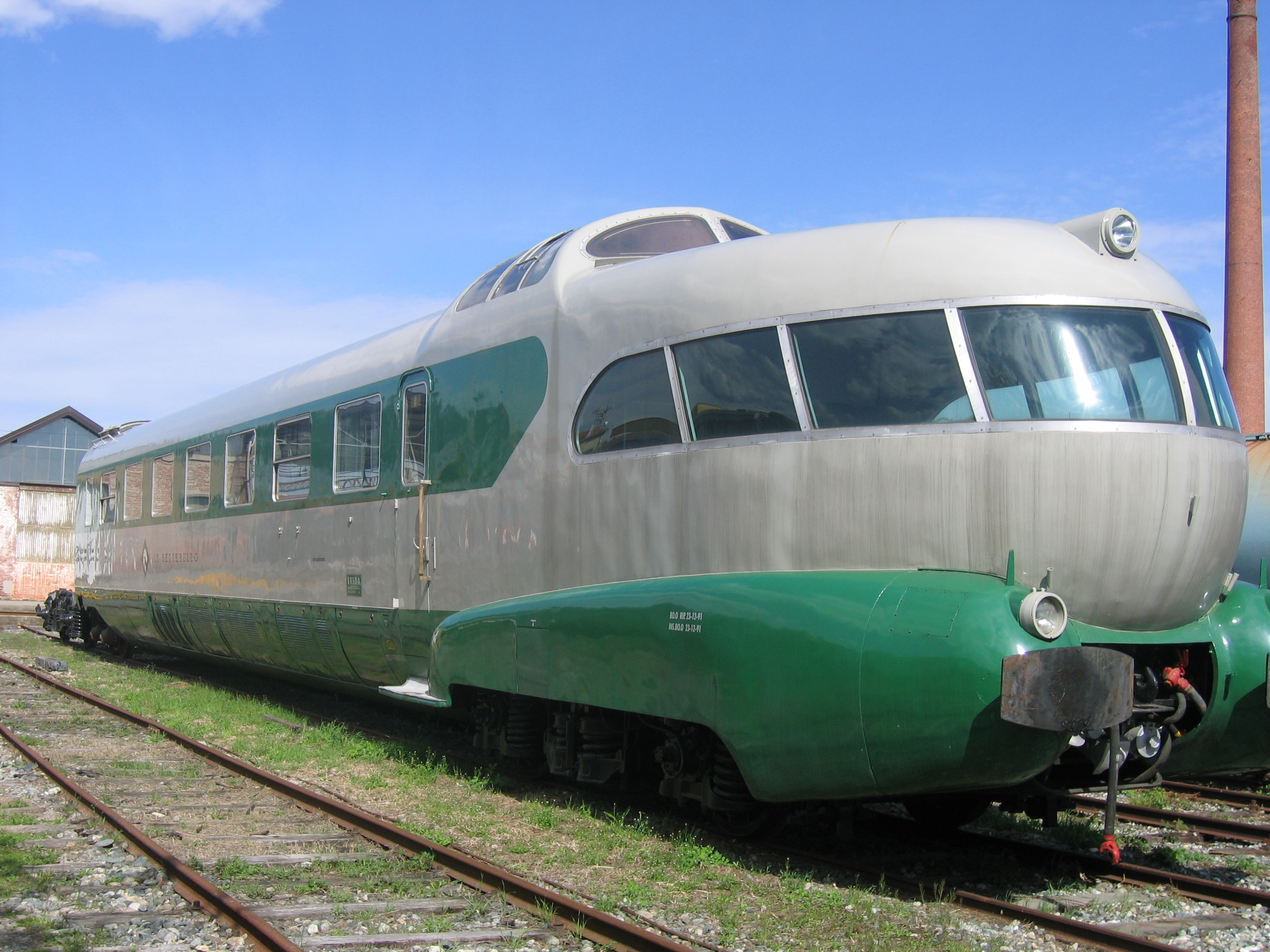
Kanzelwagen mit Führerstand

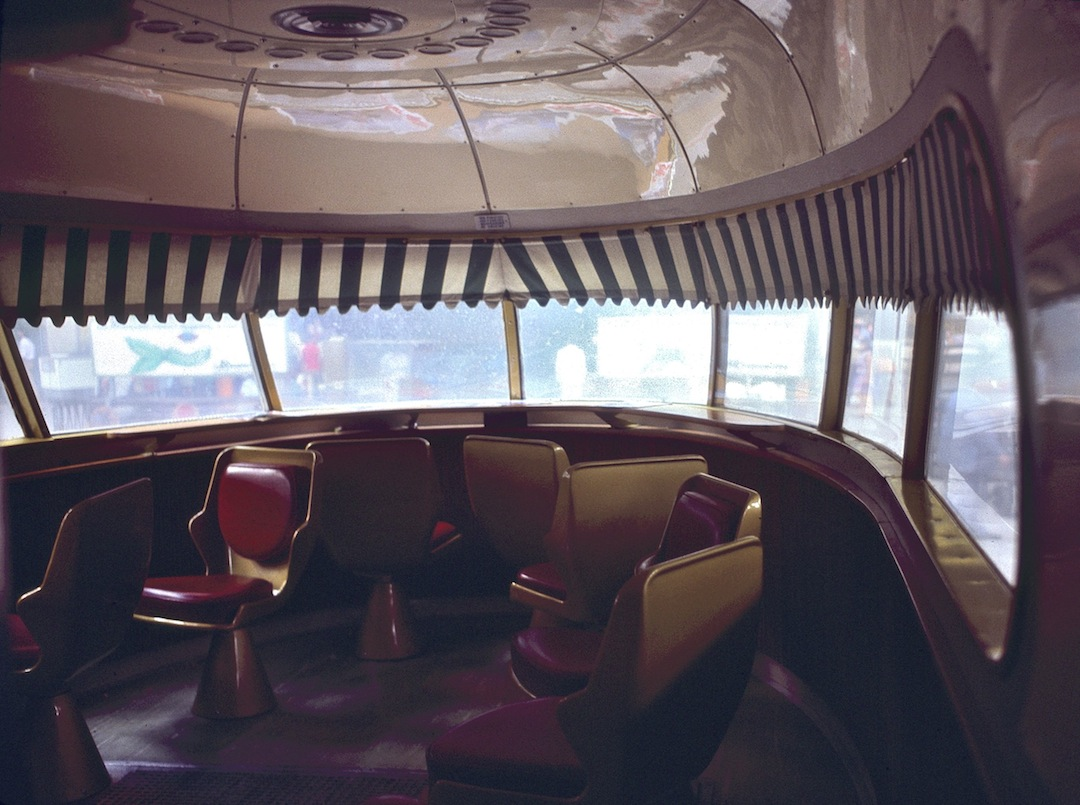
Innenraum des Aussichtsabteils

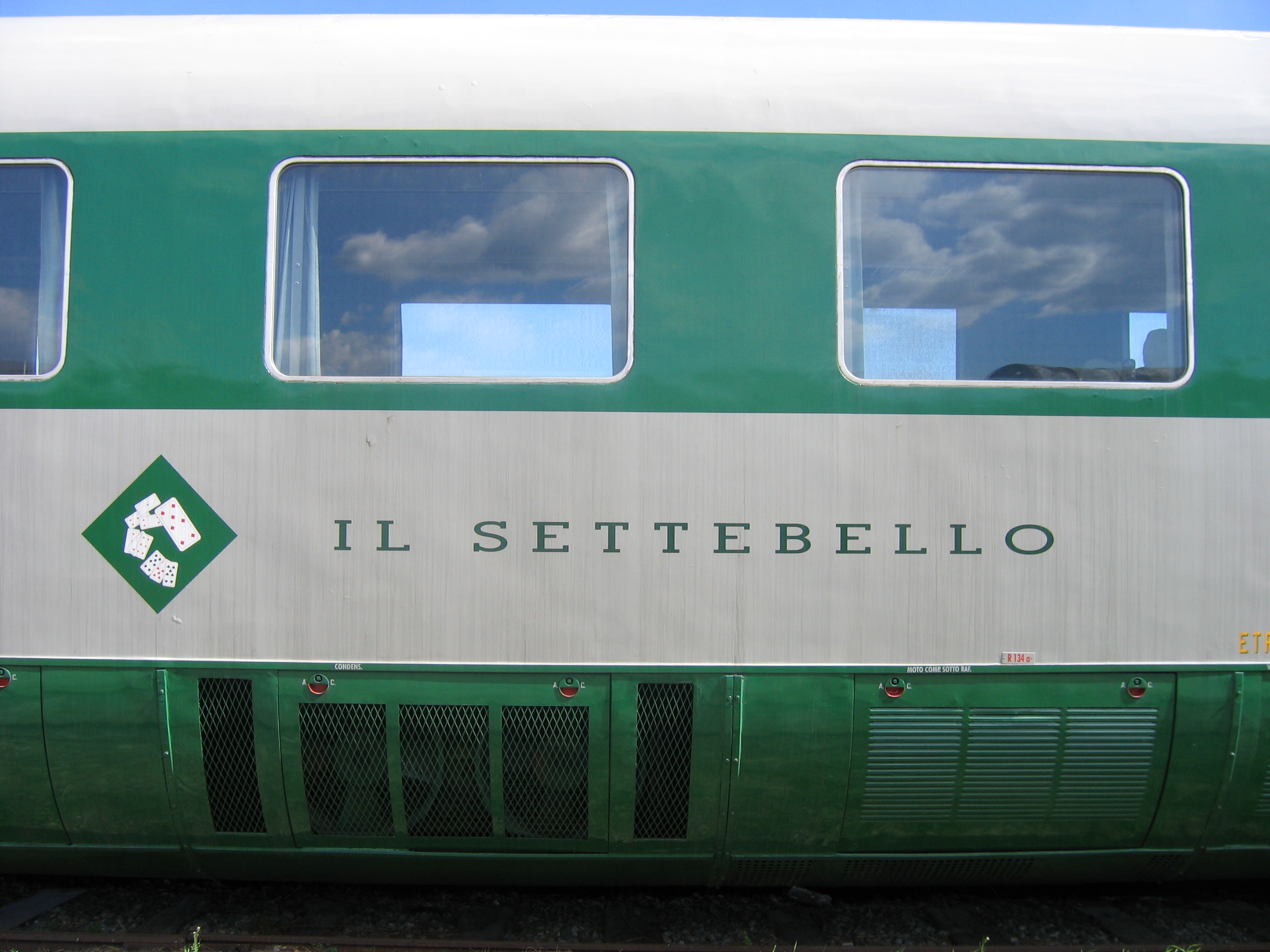
Beschriftung, links: Kartenspiel-Logo

Die Elektrotriebzüge der Baureihe ETR.300 der italienischen Ferrovie dello Stato (FS), besser bekannt als Settebello, waren Ende der 1950er Jahre beschaffte, luxuriös ausgestattete elektrische Triebzüge, die im hochwertigen Schnellzugverkehr für das obere Kundensegment eingesetzt wurden.

## Fahrzeuge
1952 beschaffte die FS zwei Triebzüge, 1959 eine dritte Einheit, die von Breda Costruzioni Ferroviarie gebaut wurden. Die Züge erhielten die Betriebsnummern ETR.301–303. Eine Einheit bestand aus sieben Wagenkästen in drei Gruppen. Je ein End- und der benachbarte Mittelwagen liefen auf einem gemeinsamen Jakobsdrehgestell, die drei mittleren Wagen waren durch zwei Jakobsdrehgestelle verbunden. Die sechs Drehgestelle an den Enden der drei Gruppen waren Triebdrehgestelle mit je zwei Fahrmotoren. Die Antriebsleistung einer Einheit lag damit bei 3120 PS. Die Züge erreichten eine Höchstgeschwindigkeit von 180 km/h.
Die Innenausstattung der Settebello fiel sehr exklusiv und luxuriös aus. Entworfen wurde sie von Gio Ponti und Giulio Minoletti. Die siebenteiligen Triebzüge verfügten über eine großzügige Sitzkonfiguration und führten nach der Klassenreform von 1956 ausschließlich die erste Wagenklasse. Von den sieben Wagen waren lediglich vier reine Sitzwagen. Die anderen dienten als Speise- und Barwagen, einer der Küche sowie einer für den Gepäcktransport. Der Zug war mit Zugpostfunk ausgestattet, so dass die Reisenden im italienischen Netz telefonieren konnten. Besonderes Kennzeichen war die Ausbildung der Endwagen als Kanzelwagen mit Aussichtsabteil. Die Führerstände lagen dahinter in Dachaufbauten.

## Einsatz
Die Triebzüge verkehrten ab 1953 zunächst auf der italienischen Magistrale zwischen Mailand und Rom, zeitweise auch bis Neapel. Anfangs wurde nur mit einer Garnitur gefahren, die Rom morgens verließ und spät abends aus Mailand zurückkehrte. Als mehr Einheiten zur Verfügung standen, verkehrten täglich zwei Zugpaare. Die Züge trugen – je nach Fahrtrichtung – die Bezeichnung MN/NM. Letztendlich wurde der Zuglauf auf die Strecke Mailand–Rom beschränkt und die Zugbezeichnung entsprechend in MR/RM und ab 1973 nochmals in 802/803 geändert. Die Züge hielten unterwegs ausschließlich in Bologna und Florenz.
Ab dem 26. Mai 1974 verkehrten die Züge als dritte Trans-Europ-Express-Verbindung zwischen Mailand und Rom mit den Zugnummern 68/69. Bis 1978 gelang es, die Fahrzeiten – auch durch die Eröffnung von Teilabschnitten der Schnellfahrstrecke Florenz–Rom – auf 5 Stunden 20 Minuten für die nun 602 km lange Strecke zu verkürzen. Das entsprach einer Reisegeschwindigkeit von 112,9 km/h.
1984 mussten die nun zum Teil über 30 Jahre alten Triebzüge aus der Verbindung abgezogen werden. Seit 1984 trug sie nun den Namen Colosseum, erhielt die Zugnummern 76/77 und wurde mit lokbespannten Zügen aus neuen Gran-Confort-Wagen bedient. Die Settebello-Züge wurden bis 1992 als Rapido zwischen Mailand und Venedig eingesetzt.
2020 wurde der letzte erhaltene Triebzug, ETR.302, in die Officina Metalmeccanica Specializzata in Porrena gebracht. Die Einheiten ETR.301 und 303 wurden verschrottet. ETR.302 soll innerhalb von zwei Jahren instand gesetzt und mit den erforderlichen Zugbeeinflussungs- und Kommunikationseinrichtungen ausgerüstet werden. Er soll dabei für eine Geschwindigkeit von 160 km/h ertüchtigt werden. Die Kosten werden auf 13 Mio. Euro veranschlagt, von denen 4 Mio. Euro das italienische Ministerium für Kulturgüter und kulturelle Aktivitäten, 9 Mio. Euro die Fondazione FS Italiane übernehmen will. Anschließend soll der Zug von der Fondazione FS betrieben werden und für Sonderfahrten zur Verfügung stehen.

## Name
Der Name Settebello („Schöne Sieben“) ist der Name des Jokers im Kartenspiel Scopa und zugleich eine Anspielung auf die sieben luxuriösen Wagen, aus denen jeder der Triebzüge gebildet war. Während der Name sich in der Öffentlichkeit längst durchgesetzt hatte, wurde er seitens der FS erst seit 1958 offiziell für die ETR.300 und die von ihnen gefahrenen Verbindungen verwendet.

## Trivia
Im April 1961 organisierte die Autozeitschrift Quattroruote ein Rennen zwischen einem ETR.300 und einem Alfa Romeo Giulietta zwischen Mailand und Rom. Der Zug benötigte 6 Stunden 37 Minuten. Der Alfa Romeo war 38 Minuten schneller.
Zusätzlich wurden vier Einheiten einer verkürzten Variante aus vier Wagen in zwei Gruppen beschafft, die die Reihenbezeichnung ETR.250 Arlecchino erhielten. Von dieser Baureihe wurde der Zug 252 aufgearbeitet und kann seit 2019 für Sonderfahrten eingesetzt werden.